# Retículo vectorial localmente convexo
En matemáticas, específicamente en teoría del orden y en análisis funcional, un retículo vectorial localmente convexo es un retículo vectorial topológico que también es un espacio localmente convexo.
Estos retículos son importantes en la teoría de los retículos vectoriales topológicos.

## Seminormas de retículos
El funcional de Minkowski de un conjunto convexo, absorbente y sólido se denomina 'seminorma del retículo.
De manera equivalente, es una seminorma {\displaystyle p} tal que {\displaystyle |y|\leq |x|} implica que {\displaystyle p(y)\leq p(x).}
La topología de un retículo vectorial localmente convexo es generada por la familia de todas las seminormas de retículos continuos.

## Propiedades
Cada retículo vectorial localmente convexo posee una base de entornos en el origen que consta de conjuntos convexos, equilibrados, sólidos y absorbentes.
El dual fuerte de un retículo vectorial localmente convexo {\displaystyle X} es un retículo vectorial localmente convexo de orden completo (bajo su orden canónico) y es un subespacio sólido del orden dual de {\displaystyle X}.
Además, si {\displaystyle X} es un espacio barrilado, entonces el espacio dual continuo de {\displaystyle X} es una banda en el orden dual de {\displaystyle X} y el dual fuerte de {\displaystyle X} es un espacio vectorial topológico (EVT) localmente convexo y completo.
Si un retículo vectorial localmente convexo es barrilado, entonces su espacio dual fuerte está completo (esto no es necesariamente cierto si el espacio es simplemente un espacio barrilado localmente convexo, pero no un retículo vectorial localmente convexo).
Si un retículo vectorial localmente convexo {\displaystyle X} es semirreflexivo, entonces tiene el orden completo y {\displaystyle X_{b}} (es decir, {\displaystyle \left(X,b\left(X,X^{\prime }\right)\right)}) es un EVT completo. Además, si todo funcional lineal positivo en {\displaystyle X} es continuo, entonces {\displaystyle X} es de tipo mínimo, la topología de orden {\displaystyle \tau _{\operatorname {O} }} en {\displaystyle X} es igual a la topología de Mackey {\displaystyle \tau \left(X,X^{\prime }\right),} y {\displaystyle \left(X,\tau _{\operatorname {O} }\right)} es reflexivo.
Cada retículo vectorial localmente convexo reflexivo posee orden completo y un EVT localmente convexo completo cuyo dual fuerte es un EVT localmente convexo reflexivo barrilado que se puede identificar en la aplicación de evaluación canónica con el bidual fuerte (es decir, el dual fuerte del dual fuerte).
Si un retículo vectorial localmente convexo {\displaystyle X} es un EVT infrabarrilado, entonces se puede identificar en la aplicación de evaluación con un subretículo vectorial topológico de su bidual fuerte, que es una retículo vectorial localmente convexo de orden completo según su orden canónico.
Si {\displaystyle X} es un espacio vectorial topológico ordenado localmente convexo, metrizable y separable  cuyo cono positivo {\displaystyle C} es un subconjunto completo y total de {\displaystyle X,} entonces el conjunto de puntos cuasi interiores de {\displaystyle C} es denso en {\displaystyle C.}
| Teorema Supóngase que {\displaystyle X} es un retículo vectorial localmente convexo con orden completo con topología {\displaystyle \tau } que dota a {\displaystyle X^{\prime \prime }} (el bidual de {\displaystyle X}) de su topología natural (es decir, de la topología de convergencia uniforme en subconjuntos equicontinuos de {\displaystyle X^{\prime }}) y orden canónico (bajo el cual se convierte en un retículo vectorial de orden completo localmente convexo). Los siguientes enunciados son equivalentes: 1. La aplicación de evaluación {\displaystyle X\to X^{\prime \prime }} induce un isomorfismo de {\displaystyle X} con un subretículo de orden completo de {\displaystyle X^{\prime \prime }.} 2. Para cada subconjunto mayorizado y dirigido {\displaystyle S} de {\displaystyle X,} el filtro de sección de {\displaystyle S} converge en {\displaystyle (X,\tau )} (en cuyo caso, necesariamente converge a {\displaystyle \sup S}). 3. Cada filtro de orden convergente en {\displaystyle X} converge en {\displaystyle (X,\tau )} (en cuyo caso, necesariamente converge a su límite de orden). |

| Corolario Sea {\displaystyle X} un retículo vectorial de orden completo con un orden regular. Los siguientes enunciados son equivalentes: 1. {\displaystyle X} es de tipo mínimo. 2. Para cada mayorización y subconjunto directo {\displaystyle S} de {\displaystyle X,}, el filtro de sección de {\displaystyle S} converge en {\displaystyle X} cuando {\displaystyle X} está dotado de una topología de orden. 3. Cada filtro de orden convergente en {\displaystyle X} converge en {\displaystyle X} cuando {\displaystyle X} está dotado de una topología de orden. Además, si {\displaystyle X} es de tipo mínimo, entonces la topología de orden en {\displaystyle X} es la topología localmente convexa más fina en {\displaystyle X} para la cual converge cada filtro de orden convergente. |

Si {\displaystyle (X,\tau )} es un retículo vectorial localmente convexo que es bornológico y secuencialmente completo, entonces existe una familia de espacios compactos {\displaystyle \left(X_{\alpha }\right)_{\alpha \in A}} y una familia de inclusiones de retículos vectoriales indexados {\displaystyle A} {\displaystyle f_{\alpha }:C_{\mathbb {R} }\left(K_{\alpha }\right)\to X} de modo que {\displaystyle \tau } es la topología localmente convexa más fina en {\displaystyle X}, lo que hace que cada {\displaystyle f_{\alpha }} sea continuo.

## Ejemplos
- Cada retículo de Banach, retículo normado y retículo de Fréchet, es un retículo vectorial localmente convexo.